# Governador Lindenberg
Governador Lindenberg este un oraș în unitatea federativă Espírito Santo (ES), Brazilia.